# Lithobius variegatus
Lithobius variegatus is een duizendpotensoort uit de familie der gewone duizendpoten (Lithobiidae).

## Kenmerken
Deze dieren begeven zich nog weleens in bomen om aan voedsel te komen, maar meestal liggen ze in een hinderlaag op hun prooi te wachten.

## Verspreiding en leefgebied
Deze soort komt algemeen voor in de Europese loofbossen in de strooisellaag.